# Рукав (заповідне урочище)
Рука́в — заповідне урочище в Україні. Розташоване в межах Заставнівського району Чернівецької області, на північ від села Чорнівка. 
Площа 30 га. Статус присвоєно згідно з рішенням облвиконкому від 30.05.1979 року № 198. Перебуває у віданні ДП «Чернівецький лісгосп» (Чорнівське лісництво, кв. 46, вид. 4, 7; кв. 47, вид. 4; кв. 60, вид. 1, 2, 13). 
Статус присвоєно з метою збереження частини лісового масиву з корінними буковими насадженнями віком 90 років.